# Leopold Philipp Karl zu Salm

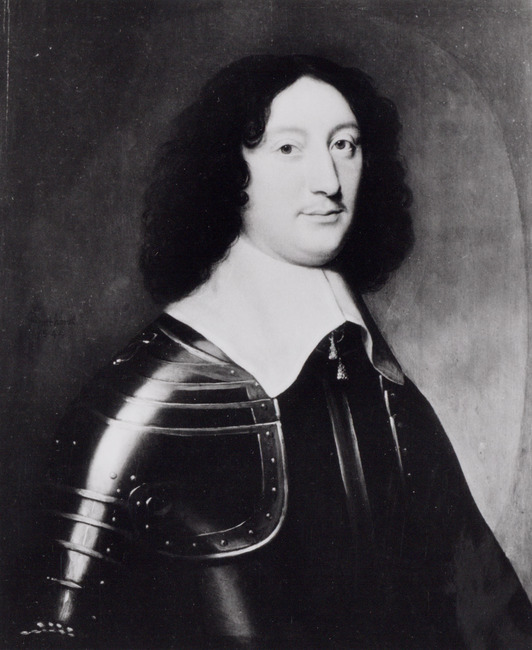
Porträt des Fürsten Leopold Philipp Karl zu Salm, gemalt von Gerrit van Honthorst, 1644, Burg Anholt

Leopold Philipp Karl zu Salm (* 1619 oder 1620 auf Schloss Neuviller in Neuviller-sur-Moselle (Neuweiler); † 15. Dezember 1663 auf Burg Anholt in Anholt) war Wild- und Rheingraf sowie Fürst zu Salm aus der Linie Salm-Neufville. Er beschritt eine von Seiten- und Dienstherrnwechsel gekennzeichnete Militärlaufbahn, die ihn schließlich in die Stellung des Oberbefehlshabers der Truppen des Rheinischen Bundes führte.

## Leben

### Familie

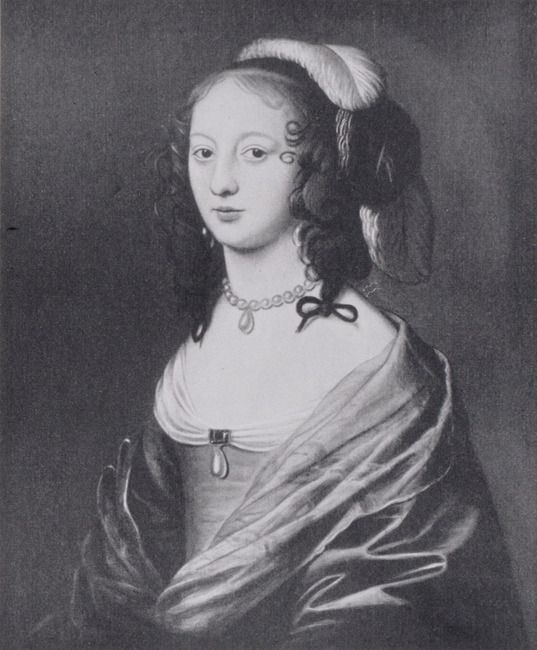
Maria Anna von Bronckhorst-Batenburg, gemalt von Gerrit van Honthorst, 1644, Burg Anholt

Leopold war der zweitgeborene Sohn des Fürsten Philipp Otto zu Salm und dessen Gattin Christiane von Croÿ-Aarschot (ca. 1591–1664), einer Tochter des Marquis d’Havré, Charles Philippe von Croÿ (1549–1613), und Enkelin des ersten Herzogs von Aarschot, Philippe II. de Croÿ. Die Patenschaft für den Jungen übernahm Erzherzog Leopold, damals Abt der Fürstabtei Murbach, der Bruder Kaiser Ferdinands II. Da Leopolds älterer Bruder, der erstgeborene Sohn Ludwig (1618–1636), im Jahr 1636 als Rittmeister eines Regiments unter Ottavio Piccolomini bei Saint-Omer gefallen war, wurde Leopold als Nachfolger seines Bruders schon in jungen Jahren 3. Fürst zu Salm. Am 22. Oktober 1641 heiratete er Maria Anna von Bronckhorst-Batenburg (* 4. Mai 1624; † 16. Oktober 1661 in Remiremont), die Nichte des kaiserlichen Feldmarschalls Johann Jakob von Bronckhorst-Batenburg. Am 5. Dezember 1645 überschrieb ihr Vater, Dirk (Dietrich) IV. von Bronckhorst-Batenburg (1578–1649), die bereits ehevertraglich zugesicherte Rechtsnachfolge und Souveränität über die Herrschaft Anholt sowie den Besitz weiterer Gebiete an Leopold. Das Ehepaar hatte fünf Kinder:
- Karl Theodor Otto (* 7. Juli 1645; † 10. November 1710 in Aachen)
- Gaston Philippe (* 30. September 1646; † 1668 in Nancy bei einem Duell)
- Ludwig Liborius (jung verstorben)
- Dorothea Maria (* 31. Januar 1651; † 14. November 1702, Äbtissin der Abtei Remiremont)
- Marie Christine (29. Dezember 1653; † 1744 als Stiftsdame in der Abtei Remiremont)

### Militärische Laufbahn
Nach dem Tod seines Vaters (1634) verfolgte Leopold eine Militärkarriere, in deren Verlauf er die Seiten und den Dienstherrn wechselte. Obwohl er zu einer geistlichen Laufbahn bestimmt war und schon die niederen Weihen erhalten hatte, schloss er sich 1634/1635 seinem älteren Bruder Ludwig auf dessen Feldzügen in der Kaiserlichen Armee an. Wie auch sein Bruder wurde er Rittmeister unter Piccolomini. 1639 stellte ihm Kaiser Ferdinand III. ein Belobigungsschreiben wegen Tapferkeit aus. 1640 wurde Leopold zum Oberst befördert und erhielt das Kommando über sein eigenes Kürassierregiment von anfangs 600, später 1000 Reitern, das er unter den Generälen Matthias Gallas und Melchior von Hatzfeldt an Schauplätze des Dreißigjährigen Krieges in West- und Süddeutschland, Böhmen, Schlesien sowie Österreich führte. Im Sommer 1641 brachte ihn die Belagerung der von Hessen-Kassel besetzten Festung Dorsten in die Nähe Anholts, wo er mit dem Grafen von Bronckhorst-Batenburg um die Hand von dessen Erbtochter verhandelte. Kurz nach der Hochzeit begab sich Leopold wieder zu seiner Armee. Zwischen 1644 und 1649 widmete er sich verstärkt der Verwaltung seiner Güter und den Angelegenheiten seiner Familie. 1647 trat Leopold vorübergehend wieder militärisch in Erscheinung, als er ein Regiment für die Republik Venedig gegen die Türken anwarb, die seit 1645 versuchten, die Insel Kreta zu erobern. 1648 engagierte ihn sein entfernter Verwandter, Karl IV. von Lothringen, als sein Unterbefehlshaber. Auf der Seite Spaniens kämpfte die etwa 9000 Mann starke lothringische Armee im Französisch-Spanischen Krieg gegen den Prinzen Condé. In der Schlacht bei Lens unterlag die von Leopold Wilhelm von Österreich angeführte spanisch-lothringische Armee den französischen Streitkräften. Nach der Schlacht wurde Leopold zum Feldmarschall befördert. 1650 nahm er seinen Abschied aus lothringischen Diensten und hängte seinen Degen für sechs Jahre an den Nagel. Am 28. Februar 1654 wurde Leopold auf dem Reichstag zu Regensburg „zur Session und Stimme“ im Reichsfürstenrat zugelassen. 1656 trat er – ein Reichsfürst – in die Dienste des französischen Königs Ludwig XIV., nachdem Leopold vergeblich versucht hatte, in der spanischen oder kaiserlichen Armee bestallt zu werden. Ludwig XIV. ernannte ihn zum „Lieutenant-general sur touttes les trouppes de Nation allemende“ (Generalleutnant für alle Truppen deutscher Nation). In dieser Funktion war er für die Werbung von Truppen im Heiligen Römischen Reich und für die Führung deutschsprachiger Fremdenregimenter in der französischen Armee zuständig. Ab Juni 1659 führte er als Generalfeldmarschall den Oberbefehl der Truppen des 1658 gegründeten Rheinischen Bundes. Der Pyrenäenfriede und der Friede von Oliva ersparten Leopold, der seine Truppen im Frühsommer 1659 bei Andernach zu sammeln begann, einen antihabsburgischen Militäreinsatz. 1663 starb er auf Burg Anholt, bestattet wurde er in der Anholter St.-Pankratius-Kirche.